# Domenico della Marca
Domenico della Marca di Ancona (ca. 1395 – ca. 1460) è stato un pittore italiano, attivo in Piemonte tra il 1422 e il 1460 ca..

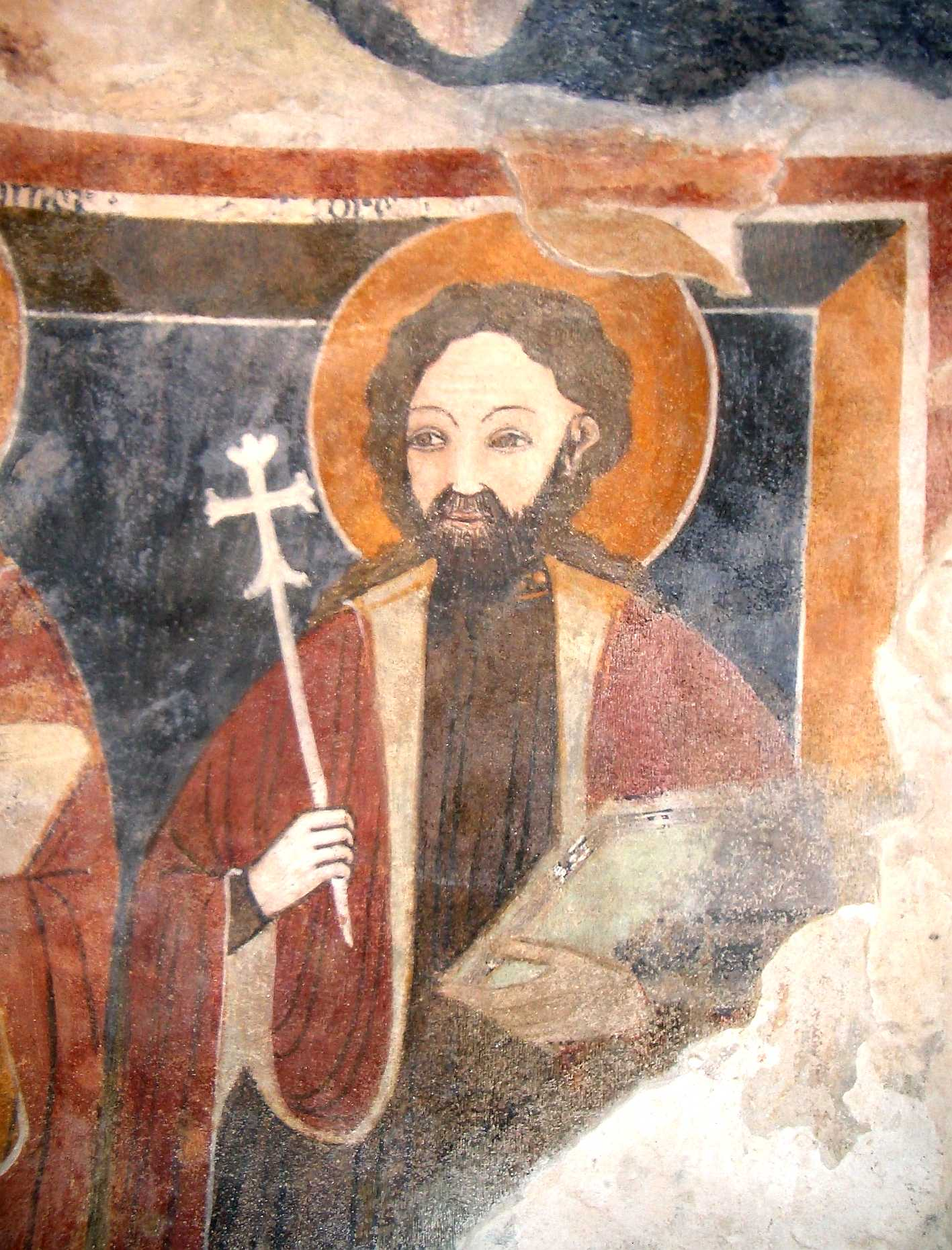
Sant'Andrea, Chiesa di San Pietro Vecchio a Favria, (attribuzione)

Operò molto in Canavese, sue opere sono rimaste nelle chiese di Chiesa di sant'Eusebio al Masero al Masero, nella Chiesa di Santa Maria di Spinerano a San Carlo Canavese e nella Chiesa di San Pietro Vecchio a Favria, ma anche in provincia di Vercelli, ad esempio nell'Oratorio di San Sebastiano a Fontanetto Po.
Il nome dato al pittore deriva da un equivoco legato alla dicitura magistro domenicus de la marcha daancona che si legge sotto la raffigurazione di un devoto inginocchiato in atto di adorazione della Vergine negli affreschi del catino absidale della Chiesa di Santa Maria di Spinerano nel comune di San Carlo Canavese. Gli studi recenti hanno definitivamente chiarito, anche sulla base di documenti di archivio, che la dicitura si riferisce al committente (che svolgeva attività di chirurgo) e non all’artista: si preferisce ora appellarlo Pseudo Domenico della Marca d’Ancona o Maestro di Domenico della Marca d’Ancona 

Il pittore (nato verosimilmente in Canavese) si connota per un linguaggio artistico certamente modesto che non si sbilancia ad affrontare soggetti che non siano la rappresentazione di teorie di santi, ma che incontrò il favore dei committenti grazie ad una ornamentazione delle vesti ed una vivace gamma cromatica